# Anisopteromalus cornis
Anisopteromalus cornis ist ein Hautflügler in der Familie Pteromalidae. Die Art wurde 2014 von dem Entomologen Hannes Baur im Rahmen einer Revision der Gattung Anisopteromalus basierend auf morphologischer und molekularbiologischer Studien beschrieben. Das aus dem Lateinischen stammende Art-Epitheton cornis für „hörnig“ bezieht sich auf die relativ langen Fühler.

## Merkmale
Die Hautflügler sind etwa 2–3 mm lang. In Baur et al. (2014) wurde die neue Art veröffentlicht. 
Der Habitus der Art ähnelt sehr dem von Anisopteromalus calandrae. Ein Unterscheidungsmerkmal bildet die relativ lange Geißel. Im Folgenden eine verkürzte Form der Artbeschreibung und -diagnose. 
Für die Weibchen gilt: 
Kopf und Mesosoma sind blaugrün mit stellenweise leichten Bronzetönen, mit weißlichen unauffälligen Borsten (Setae). Die Genae (Wangenbereich) sind rund, nahe dem Mundrand nicht gekielt. Das Flagellum ist fadenförmig. Das erste Funikularglied ist subkonisch, basal etwa so breit wie das dritte Ringglied, mit 1–2 Reihen Längssensillen versehen. Das Scutellum ist bis auf Höhe des Vorderrands des Dorsellums (mittlere Partie des Postscutellums) vorspringend, in der Seitenansicht schwach gekrümmt. Auf der Flügelscheibe der Vorderflügel befinden sich dunkle Borsten (Setae). Das Speculum (Spiegel) ist kahl, unten offen, aber manchmal im proximalen Teil geschlossen. Die vordere Falte (Plica) des Propodeums ist kurz und gleichmäßig gekrümmt, mit einer undeutlichen Costula verbunden. Der Hinterrand des ersten Gastertergits ist nach hinten gekrümmt und stark hervortretend.

## Verbreitung
Anisopteromalus cornis ist in der Afrotropis verbreitet.

## Lebensweise
Die Art konnte aus Wirten der Palpenmottengattung Sitotroga (zu dieser gehört die Getreidemotte) gezüchtet werden.